# 馬鳴山五年千歲吃飯擔
馬鳴山五年千歲吃飯擔是臺灣雲林縣廟宇馬鳴山鎮安宮舉辦的民俗節慶，與上元祈安遶境共同構成春祭儀式的主要活動。與平溪天燈、鹽水蜂炮並列台灣元宵節三大民俗廟會。傳統上聯合褒忠鄉、東勢鄉五股十四庄在農曆正月十五日（元宵節）舉辦。
褒忠鄉、東勢鄉一帶曾盛行瘟疫，當時人民請馬鳴山鎮安宮主祀的五年千歲出巡，繞境褒忠、東勢等地的五股十四庄「驅魔除瘴」，延續至今為農曆正月十五日（元宵節）的春祭。當天中午由當年度負責村莊在空地上擺放油飯等料理給陣頭和信眾食用。至2013年間，開始時間已因遶境規模擴大而延後至下午:65。
古禮多使用扁擔挑油飯至舉辦地點，因而得名。2014年以馬鳴山五年千歲吃飯擔之名登錄為雲林縣無形文化資產。
2001年中華民國總統陳水扁參加此活動，是首次有國家元首參與，吸引大批民眾圍觀。2018年，總統蔡英文也曾參與，她致詞時表示，此活動象徵了臺灣人民的團結與分享精神。

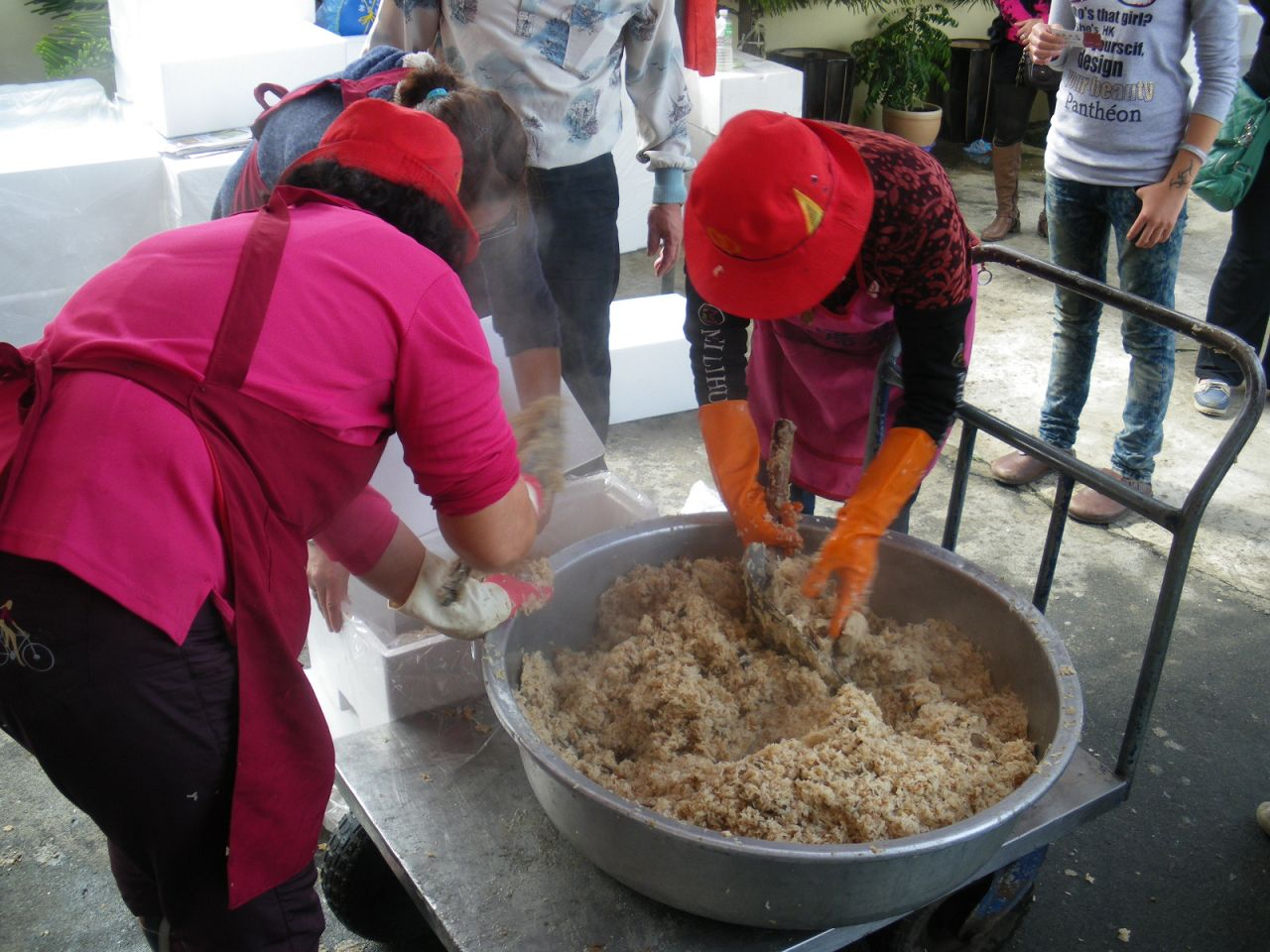
村民的準備活動
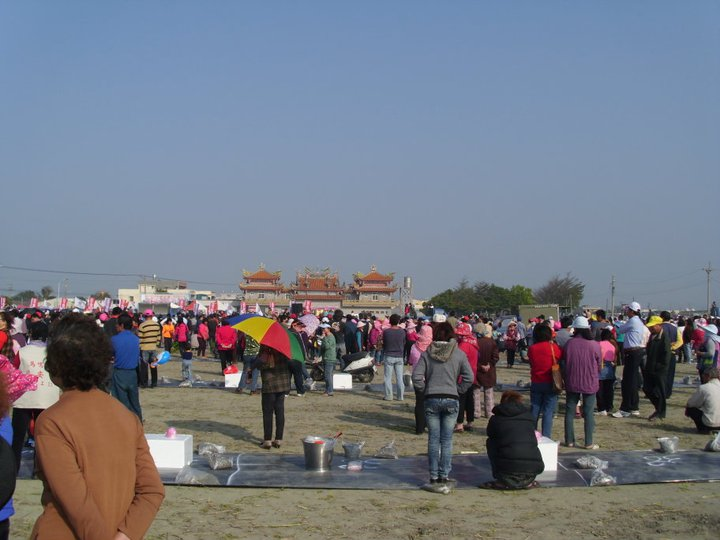